# USS Coral Sea (CV-43)
USS Coral Sea (CV-43) bio je američki nosač zrakoplova u sastavu Američke ratne mornarice i jedan od nosača klase Midway. Bio je drugi brod u službi Američke ratne mornarice koji nosi ime Coral Sea. Ime Coral Sea je prvotno dano nosaču CV-42, ali je on kasnije preimenovan u čast američkog predsjednika Franklina D. Roosevelta. Služio je od 1947. do 1990. godine. Coral Sea je sudjelovao u borbama u Vijetnamskom ratu u sklopu 7. flote, a dosta vremena je proveo u Sredozemnom moru kao dio 6. flote. U doba zaoštrenih odnosa Jugoslavije i susjednih komunističkih zemalja pod kontrolom SSSR-a Coral Sea u rujnu 1952. posjećuje Split i na jednodnevnom krstarenju ugošćuje predsjednika Tita, šaljući poruku Staljinu da su u slučaju napada SAD spremne pomoći.
Brod je povučen iz službe 1990. godine, 1993. prodan kao staro željezo i konačno rastavljen 2000. godine.

### Zajednički poslužitelj
|  | Zajednički poslužitelj ima stranicu o temi USS Coral Sea (CV-43)    |
|  | Zajednički poslužitelj ima još gradiva o temi USS Coral Sea (CV-43) |